# Roy Milton
Roy Milton (Oklahoma, 1907. július 31. – Los Angeles, 1983. szeptember 18.) R&B- és bluesénekes, dobos; zenekarvezető.

## Pályafutása
Milton nagymamája chickasaw törzsből való indián volt. Milton az oklahomai Wynnewoodban született, és egy indián rezervátumban nőtt fel, mielőtt az oklahomai Tulsába költözött. Az 1920-as évek végén csatlakozott az Ernie Fields zenekarhoz énekesként és dobosként.
1933-ban Los Angelesbe költözött, ahol megalapította saját zenekarát, a Solid Sendert, amelyben Camille Howard zongorázott. Helyi klubokban léptek fel. Az 1940-es években kezdtek felvételeket készíteni saját kiadójuknál (Milton's Boogie). 1945-ben Juke Box kiadónál megjelent "R.M. Blues" című száma slágerré vált: a Billboard R&B listán a 2., a poplistákon pedig a 20. helyet érte el.
1950-ben Milton és zenekara fellépett a Los Angeles-i Wrigley Fieldben tartott hatodik  Cavalcade of Jazz koncerten június 25-én. Ugyanezen a napon szerepelt Lionel Hampton & His Orchestra, Wee Crayton's Orchestra, Dinah Washington, Tiny Davis & Her Hell Divers és mások. A jelentések szerint 16 000-en voltak jelen, és a koncert korán véget ért, mert a tömeg kezelhetetlenné vált, miközben Hampton zenekara a "Flying Home"-t játszotta.
Milton és bandája a turné fő attrakciója lett.
Az 1940-es évek végén és az 1950-es évek elején összesen 19 slágere került legjobb tíz R&B szám közé. Aztán − a rock and roll megjelenésekor – Milton stílusa kiment a divatból. De továbbra is fellépett, 1970-ben például – a Johnny Otis zenekar tagjaként − szerepelt a Monterey Jazz Fesztiválon is.

## Albumok
- Rock 'n' Roll Versus Rhythm and Blues (with Chuck Higgins, 1959)
- Roots of Rock, Vol. 1: The Great Roy Milton (1971)
- R.M. Blues (1974)
- Roy Milton & His Solid Senders (1976)
- Great Rhythm & Blues Oldies, Volume 9: Roy Milton (1977)
- Instant Groove (1977; 1984)
- The Grandfather of R&B (1981)
- Big Fat Mama (1985)

## Díjak
- 2007: Blues Hall of Fame
- 2011: Oklahoma Jazz Hall of Fame